# 石匣乡
石匣乡，是中华人民共和国山西省晋中市左权县下辖的一个乡镇级行政单位。

## 行政区划
石匣乡下辖以下地区：
石匣村、三家村、马厩村、上会村、寺仙村、林河村、大林村、柳林村、姜家庄村、孔家庄村、赵家村、苏家坡村、狮岩村、小岭底村、魏家庄村、管头村、竹宁村、川口村、合玉村、道佛沟村、店上村、白垢村、长城村、嵩沟村、下峧村、赵家庄村、高家庄村和马家庄村。